# C2C (estudio)
C2C Co., Ltd. (株式会社C2C Kabushiki-gaisha C2C?) es un estudio de animación japonés fundado el 3 de abril de 2006, pero establecido oficialmente en 2009, cuyo negocio principal es la planificación y producción de animación.

## Historia
En mayo de 2009, Ryōsuke Yamada, quien trabajaba como jefe de producción en Triple A, Takuya Ono, encargado de la gestión de producción, y el animador Takeshi Oda, entre otros, fundaron la empresa como una subsidiaria de Triple A con el objetivo de crear obras de producción principal propias. El nombre de la empresa es una abreviatura de "Challenge To Challenge", estilizado en su logotipo como "c2ɔ", y está inspirado en la filosofía corporativa de su empresa matriz, Triple A: "No hay éxito sin desafío".
Aunque su actividad principal es la planificación y producción de animación, tras su fundación la empresa se centró principalmente en trabajos subcontratados para otras compañías, al igual que su empresa matriz. A partir de 2012, comenzó a encargarse de la producción de animes cortos de cinco minutos como Yurumates 3D, así como de producciones principales en formato de coproducción con otras empresas, incluyendo series de anime para televisión. Ha trabajado con frecuencia en coproducciones con el estudio de animación Satelight, y aún después de comenzar a producir como contratista principal, sigue participando ampliamente en trabajos subcontratados para obras producidas por Satelight.
Con el objetivo de algún día convertirse en una empresa productora principal, la compañía continuó realizando trabajos subcontratados para otras empresas, coproducciones y producciones de animes cortos. En 2018, nueve años después de su fundación, logró su objetivo al encargarse por primera vez como productora principal en solitario de una serie de anime para televisión con Harukana Receive. Desde entonces, se ha centrado principalmente en la producción como contratista principal, aunque sigue aceptando trabajos subcontratados como lo venía haciendo hasta ahora.

## Departamento de producción
La empresa tiene como sedes el estudio de Tokio (oficina principal: 2.º piso del Plaza House Ebisawa, 7-19-3 Tanashichō, Nishitōkyō, Tokio) y el estudio de Kumamoto (6.º piso del edificio Samurai de Tetorihonchō, 4-17 Tetorihonchō, distrito Chūō, ciudad de Kumamoto, prefectura de Kumamoto). Dentro de la empresa se encuentran establecidos el departamento de producción y el departamento de animación. En mayo de 2020, contaba con un equipo de 60 personas, incluidos empleados contratados.
El departamento de producción está dividido en dos secciones: Producción 1 y Producción 2. La sección de Producción 1 se encarga principalmente de obras de animación como series de televisión, mientras que la sección de Producción 2, que comenzó a operar en 2017, se especializa en la producción de animaciones para máquinas de entretenimiento.
En el departamento de animación trabajan profesionales encargados de la dirección, los dibujos clave y la animación intermedia. El jefe del departamento de animación es Nobuyuki Matsuo, quien se desempeña como animador principal y director de animación en las obras producidas por la empresa como contratista principal. El jefe del departamento de animación intermedia es Tomoya Takahashi, quien se encarga de la inspección de animación en las producciones principales de la empresa. En lo que respecta a la animación intermedia, Takahashi introdujo un nuevo sistema de inspección interna durante la segunda serie de anime para televisión producida por la empresa, Hitori Bocchi no Marumaru Seikatsu. Como supervisor general de la animación intermedia, Takahashi estableció un sistema que permite mantener un movimiento de calidad estable. Además, la empresa cuenta con numerosos directores de animación, entre ellos Hiroki Ikeshita, quien debutó como director en Shachō, Battle no Jikan Desu!, la tercera serie de anime para televisión producida por la compañía.
En lo que respecta a los dibujos clave secundarios, la animación intermedia y el acabado de las obras producidas como contratista principal, la mayor parte del trabajo es realizado principalmente por Triple A, ubicada en la planta baja del edificio principal de la empresa. En las obras producidas directamente por la empresa, así como en las que participa como subcontratista, casi todo el trabajo relacionado con la animación intermedia y el acabado es gestionado exclusivamente por la propia empresa y Triple A, sin recurrir en gran medida a estudios externos. Además, Triple A también participa ocasionalmente en algunas tareas de procesamiento de fotografía.
El procesamiento fotográfico y el 3DCG suelen ser subcontratados al estudio de fotografía Cian, mientras que la dirección del 3D suele estar a cargo de Junpei Muko. Los fondos también se subcontratan frecuentemente, siendo Studio Wyeth y Studio Tulip los principales estudios utilizados.
Desde que la empresa comenzó a producir series de televisión como contratista principal, ha contado frecuentemente con el animador y director Toshiyuki Kubooka como director. Él dirigió tanto Harukana Receive, la primera obra de 30 minutos producida por la empresa, como Majo no Tabitabi, su cuarta producción de este tipo. En las obras dirigidas por Kubooka, el diseño de personajes está a cargo del animador Takeshi Oda, miembro del equipo de la empresa.

## Filmografía

### Series de televisión
| Año  | Título                                                                     | Director(es)      | Fecha de primera transmisión | Fecha de última transmisión | Eps. | Notas | Refs.                |
| ---- | -------------------------------------------------------------------------- | ----------------- | ---------------------------- | --------------------------- | ---- | --- | -------------------- |
| 2012 | Yurumates 3D                                                               | Yoshihide Yūzumi  | 3 de abril de 2012           | 26 de junio de 2012         | 13   | Adaptación del manga yonkoma escrito e ilustrado por saxyun.                                                | [ 9 ]                |
| 2012 | Yurumates 3D PLUS                                                          | Yoshihide Yūzumi  | 3 de julio de 2012           | 25 de septiembre de 2012    | 13   | Secuela de Yurumates 3D.                                                                                    | [ 10 ]               |
| 2014 | Oneechan ga Kita                                                           | Yoshihide Yūzumi  | 8 de enero de 2014           | 26 de marzo de 2014         | 12   | Adaptación del manga yonkoma escrito e ilustrado por Rikō Anzai.                                            | [ 11 ]               |
| 2014 | Go! Go! 575                                                                | Takebumi Anzai    | 9 de enero de 2014           | 30 de enero de 2014         | 4    | Adaptación de un proyecto multimedia de Sega. Coproducción junto a Lay-duce.                                | [ 12 ]               |
| 2014 | M3: Sono Kuroki Hagane                                                     | Jun'ichi Satō     | 21 de abril de 2014          | 1 de octubre de 2014        | 24   | Historia original. Coproducción junto a Satelight.                                                          | [ 13 ]               |
| 2015 | Aquarion Logos                                                             | Hidezaku Satō     | 2 de julio de 2015           | 24 de diciembre de 2015     | 26   | Tercera adaptación de la franquicia de Aquarion. Coproducción junto a Satelight.                            | [ 14 ]               |
| 2017 | Shūmatsu Nani Shitemasu ka? Isogashii Desu ka? Sukutte Moratte Ii Desu ka? | Jun'ichi Wada     | 11 de abril de 2017          | 27 de junio de 2017         | 12   | Adaptación de la novela ligera escrita por Akira Kareno e ilustrada por Ue. Coproducción junto a Satelight. | [ 15 ]               |
| 2018 | Harukana Receive                                                           | Toshiyuki Kubooka | 6 de julio de 2018           | 21 de septiembre de 2018    | 12   | Adaptación del manga escrito e ilustrado por Nyoijizai.                                                     | [ 6 ]                |
| 2019 | Hitori Bocchi no Marumaru Seikatsu                                         | Takebumi Anzai    | 5 de abril de 2019           | 21 de junio de 2019         | 12   | Adaptación del manga yonkoma escrito e ilustrado por Katsuwo.                                               | [ 16 ]               |
| 2020 | Shachō, Battle no Jikan Desu!                                              | Hiroki Ikeshita   | 5 de abril de 2020           | 28 de junio de 2020         | 12   | Adaptación de un juego de rol de Kadokawa, Deluxe Games y Preapp Partners.                                  | [ 7 ]                |
| 2020 | Majo no Tabitabi                                                           | Toshiyuki Kubooka | 10 de octubre de 2020        | 18 de diciembre de 2020     | 12   | Adaptación de la novela ligera escrita por Jougi Shiraishi e ilustrada por Azure.                           | [ 8 ]                |
| 2021 | Tsuki ga Michibiku Isekai Dōchū                                            | Shinji Ishihira   | 7 de julio de 2021           | 22 de septiembre de 2021    | 12   | Adaptación de la novela ligera escrita por Kei Azumi e ilustrada por Mitsuaki Matsumoto.                    | [ 17 ]               |
| 2021 | PuraOre! Pride of Orange                                                   | Takebumi Anzai    | 6 de octubre de 2021         | 22 de diciembre de 2021     | 12   | Adaptación de un proyecto multimedia de CyberAgent y DMM Games.                                             | [ 18 ]               |
| 2022 | Tensei Shitara Ken Deshita                                                 | Shinji Ishihira   | 5 de octubre de 2022         | 21 de diciembre de 2022     | 12   | Adaptación de la novela ligera escrita por Yuu Tanaka e ilustrada por Llo.                                  | [ 19 ]               |
| 2023 | Benriya Saitō-san, Isekai ni Iku                                           | Toshiyuki Kubooka | 8 de enero de 2023           | 26 de marzo de 2023         | 12   | Adaptación del manga escrito e ilustrado por Kazutomo Ichitomo.                                             | [ 20 ]               |
| 2023 | Edomae Elf                                                                 | Takebumi Anzai    | 8 de abril de 2023           | 24 de junio de 2023         | 12   | Adaptación del manga escrito e ilustrado por Akihiko Higuchi.                                               | [ 21 ]               |
| 2023 | Shangri-La Frontier                                                        | Toshiyuki Kubooka | 1 de octubre de 2023         | 31 de marzo de 2024         | 25   | Adaptación de la novela web escrita por Katarina.                                                           | [ 22 ] [ 23 ] [ 24 ] |
| 2024 | Shangri-La Frontier 2nd Season                                             | Toshiyuki Kubooka | 13 de octubre de 2024        | 30 de marzo de 2025         | 25   | Secuela de Shangri-La Frontier.                                                                             | [ 25 ] [ 26 ]        |
| 2026 | Tensei Shitara Ken Deshita Season 2                                        | Shinji Ishihira   | Octubre de 2026              | —                           | —    | Secuela de Tensei Shitara Ken Deshita.                                                                      | [ 27 ]               |

### ONAs
| Año  | Título                       | Director(es)  | Fecha de primera transmisión | Fecha de última transmisión | Eps. | Notas                                                                                            | Refs.  |
| ---- | ---------------------------- | ------------- | ---------------------------- | --------------------------- | ---- | ------------------------------------------------------------------------------------------------ | ------ |
| 2014 | M3: Sono Kuroki Hagane Recap | Jun'ichi Satō | 22 de julio de 2014          | 22 de julio de 2014         | 1    | Resumen de los episodios 1-13.                                                                   | [ 28 ] |
| 2015 | Tamashichi!                  | Yumi Shimojō  | 6 de agosto de 2015          | 6 de agosto de 2015         | 1    | Historia original.                                                                               | [ 28 ] |
| 2018 | Harukana Receive: Yokoku     | Desconocido   | 11 de julio de 2018          | 19 de septiembre de 2018    | 11   | Vistas previas del próximo episodio exclusivas de la web para Harukana Receive en formato chibi. | [ 28 ] |

### OVAs
| Año  | Título                         | Director(es)                         | Fecha de primera transmisión | Fecha de última transmisión | Eps. | Notas                                                                        | Refs.  |
| ---- | ------------------------------ | ------------------------------------ | ---------------------------- | --------------------------- | ---- | ---------------------------------------------------------------------------- | ------ |
| 2012 | Yurumates 3D OVA               | Yoshihide Yūzumi                     | 30 de agosto de 2012         | 30 de agosto de 2012        | 1    | Adaptación del manga yonkoma escrito e ilustrado por saxyun.                 | [ 28 ] |
| 2016 | Tenchi Muyō! Ryōōki 4th Season | Masaki Kajishima Hidetoshi Takahashi | 30 de noviembre de 2016      | 13 de septiembre de 2017    | 11   | Secuela de Tenchi Muyō! Ryōōki 3rd Season: Tenchi Seirō naredo Namitakashi?. | [ 28 ] |